# Vlieterpen
De Vlieterpen (Fries: Flieterpen) zijn een groep terpdorpen in de Friese gemeente Noardeast-Fryslân, tot 2019 in de gemeente Ferwerderadeel. 
De groep vlieterp-dorpen bestaat uit de dorpen Genum, Reitsum en Lichtaard. Sommigen beperken de term vlieterp-dorpen tot deze drie, dikwijls omdat het drietal dorpen één kerkelijke gemeente vormt. Anderen rekenende ook Jislum tot de Vlieterpen.
Sinds de oprichting van een gezamenlijke dorpsbelangenvereniging wordt in plaats van Jislum het terpdorp Janum tot de Vlieterpen gerekend. (Janum ligt weliswaar in het gebied met vlieterpen maar viel tot de gemeentelijke herindeling van 1984 onder Dantumadeel.) Er lijkt een traditie te bestaan dat de groep niet meer dan vier dorpen telt, zodat de dorpen niet alle vijf samen worden genoemd. De dorpen Genum, Reitsum, Lichtaard en Janum werken samen, om gedeelde basisvoorzieningen in stand te houden.
Wat een vlieterp nu precies is, is ook niet helder. De uitleg dat het vluchtterpen zijn, maakt niet duidelijk waarom juist de terpen in dit gebied "vlieterp" heten, terwijl vrijwel alle terpen een functie als vluchtplaats bij hoog water hebben gehad. Mogelijk is er een verband met de ligging. De dorpen in kwestie liggen in het laagste gebied, achter de kwelderstreek waar onder andere Ferwerd ligt.
Kerkelijk gezien vielen de Vlieterpen voor de Reformatie onder de Norbertijnen. Zo viel Lichtaard onder het klooster-Lidlum en de andere dorpen onder Mariëngaarde. Janum viel van oudsher onder het klooster Klaarkamp, dat een Cisterciënzer klooster was. Deze uitzonderingspositie verklaart waarom Janum tot 1984 tot Dantumadeel behoorde en niet tot Ferwerderadeel.